# 8º Corpo d'assalto aereo
L'8º Corpo d'assalto aereo (in ucraino 8-й десантно-штурмовий корпус?, 8-j desantno-šturmovyj korpus, unità militare A5080) è un corpo d'armata delle Forze d'assalto aereo ucraine.

## Storia
Il 5 febbraio 2025, all'inizio della riforma delle Forze armate ucraine che prevede la transizione verso una struttura basata proprio sui comandi intermedi di corpo d'armata invece che sui gruppi tattici e operativi, è stata resa nota l'intenzione di dividere il 7º Corpo d'assalto aereo in due. Alla fine di aprile, sulla base dell'82ª Brigata d'assalto aereo è stato quindi costituito l'8º Corpo d'assalto aereo, trasferendovi altre quattro brigate di manovra e creando un battaglione di comando ad hoc. Poco dopo anche la 148ª Brigata artiglieria è stata aggregata al corpo. Alla fine di luglio la 148ª Brigata artiglieria è stata trasferita al 7º Corpo e sostituita dalla 147ª Brigata artiglieria, appena costituita per consentire ad entrambi i corpi di avere un'unità di artiglieria dedicata.

## Struttura
- Comando di corpo d'armata[5]
- 46ª Brigata aeromobile "Podolia" (unità militare A4350)
- 71ª Brigata cacciatori (unità militare A4030)
- 80ª Brigata d'assalto aereo "Galizia" (unità militare A0284)
- 82ª Brigata d'assalto aereo "Bucovina" (unità militare A2582)
- 95ª Brigata d'assalto aereo "Polesia" (unità militare A0281)
- 147ª Brigata artiglieria
- 88º Battaglione comando

## Comandanti
- Colonnello Dmytro Vološyn (aprile 2025 - in carica)[6]